# Museo delle arti e tradizioni popolari di Configno
Il Museo delle arti e tradizioni popolari di Configno è un museo etnografico della provincia di Rieti, con sede a Configno, frazione del comune di Amatrice.

## L'edificio

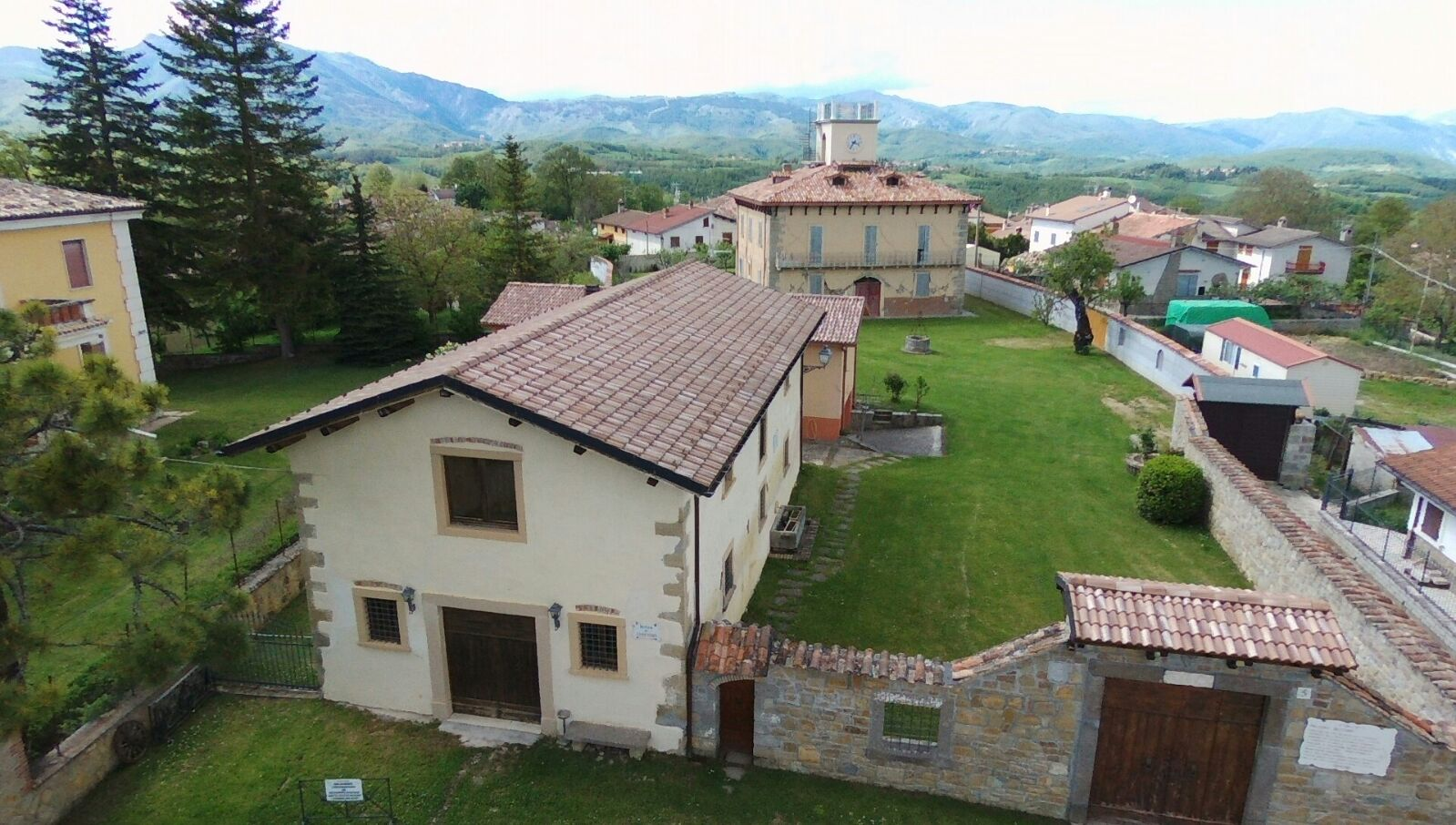
L'edificio

Il museo ha sede in un fabbricato risalente al 1928, utilizzato un tempo come scuderia.
Il progetto dell'edificio, su due livelli e a pianta rettangolare fu realizzato rispettando le norme asismiche dell'epoca e ricevendo per questo un contributo diretto da parte dello Stato.
Nel 2006 l'edificio fu ristrutturato secondo le moderne norme antisismiche. Il rifacimento del tetto con sei capriate in castagno ha permesso alla struttura di restare illesa e agibile durante il terremoto del 2016.. Si tratta dell'unico edificio pubblico dell'intero comune di Amatrice a non aver subito danni.
Le decorazioni presenti sulle pareti del museo sono state affidate all'artista Monica Renzi.

## Storia
L'attuale museo è stato inaugurato l'11 agosto 2010. ed è stato istituito grazie all'interessamento del corpo docente dell'Accademia di belle arti. Molti dei reperti e oggetti esposti nel museo sono stati donati dalle popolazioni di Configno e delle frazioni limitrofe.
Fin dal 2008, il museo è gestito dall'Ente Museo Configno, un'associazione culturale locale che cura anche la vicina Oasi di Orie Terme. 
Dal 2008 è direttore del museo Pier Luigi Betturri..

## Percorso museale
Il Museo si sviluppa su due livelli.

### Piano terra
All'ingresso al piano terra vi è un plastico che rappresenta i luoghi scelti dal regista Paolo Genovese per alcune scene del film Immaturi. 
Proseguendo, si visita l'esposizione di manufatti, materiali e scritti che documentano la storia della comunità locale e il suo rapporto col territorio, di cui fanno parte diverse collezioni di oggetti e arnesi originali legati all'agricoltura e all'allevamento, come i rari collari chiodati dei cani maremmani che difendevano i greggi dai lupi, oggi collocati sulle pareti del museo. Altri oggetti riguardano le diverse attività artigianali del luogo; sono presenti i diorami della bottega del fabbro e di quella del falegname, quest'ultima ispirata e dedicata al brano musicale del cantautore Fabrizio De André Maria nella bottega del falegname del 1980.
Sempre al piano terra è esposta una particolare collezione numismatica della lira, che presenta monete traforate dal 1861 al 2002, dall'inizio del Regno d'Italia fino alla dismissione della moneta nazionale.

### Primo piano
Al primo piano, invece, sono trattati i temi sociali e del mondo domestico. Sono stati ricostruiti alcuni degli ambienti più rappresentativi della vita tradizionale locale, tra Settecento e Novecento: si passa dalla cucina settecentesca, la camera da letto, l'osteria ottocentesca, l'angolo della tessitura e un'aula scolastica dei primi decenni del Novecento.
È inoltre stato valorizzato il censimento della popolazione di Configno del 1879, con grafiche e documenti originali.

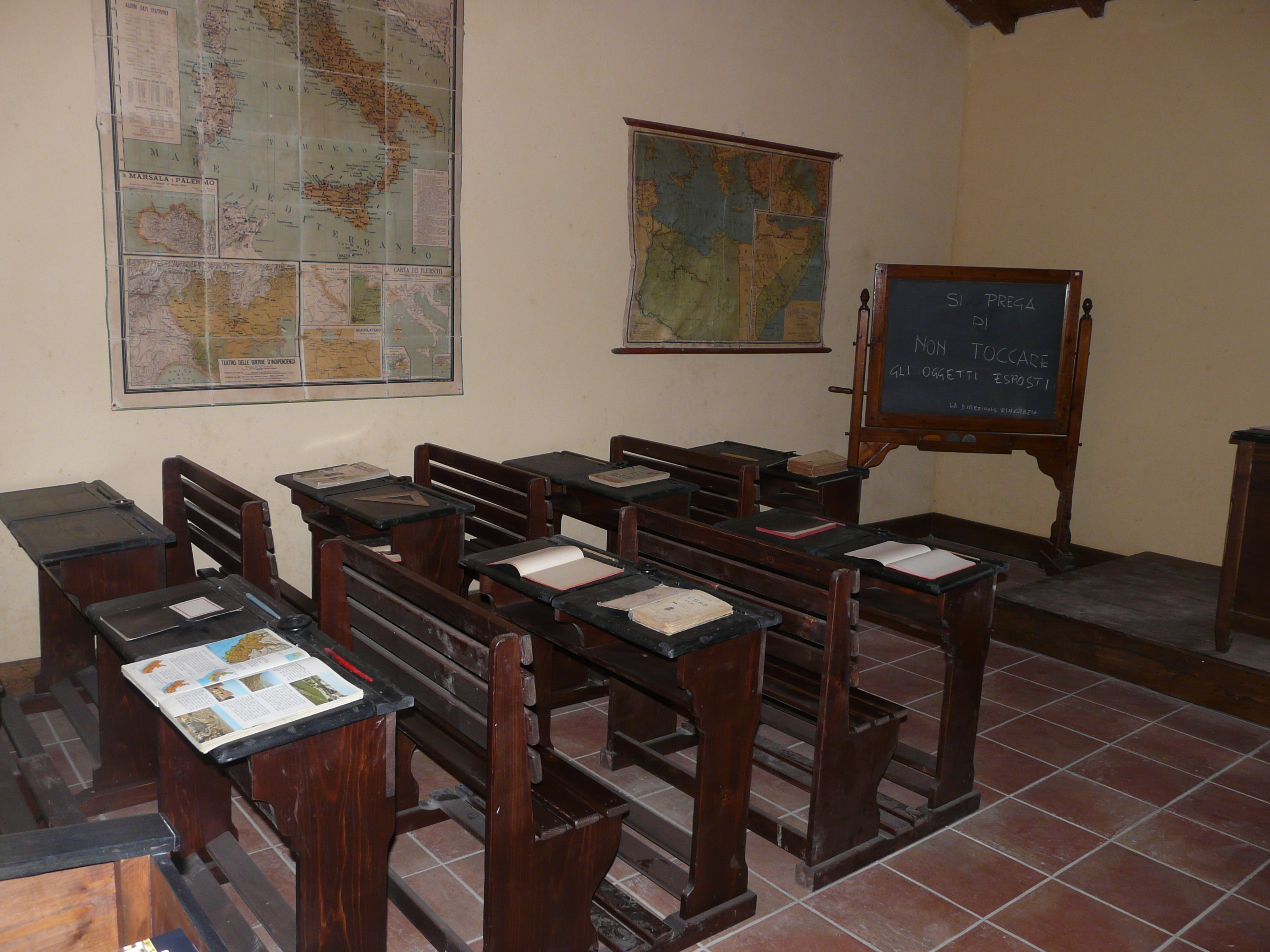
L'aula scolastica.
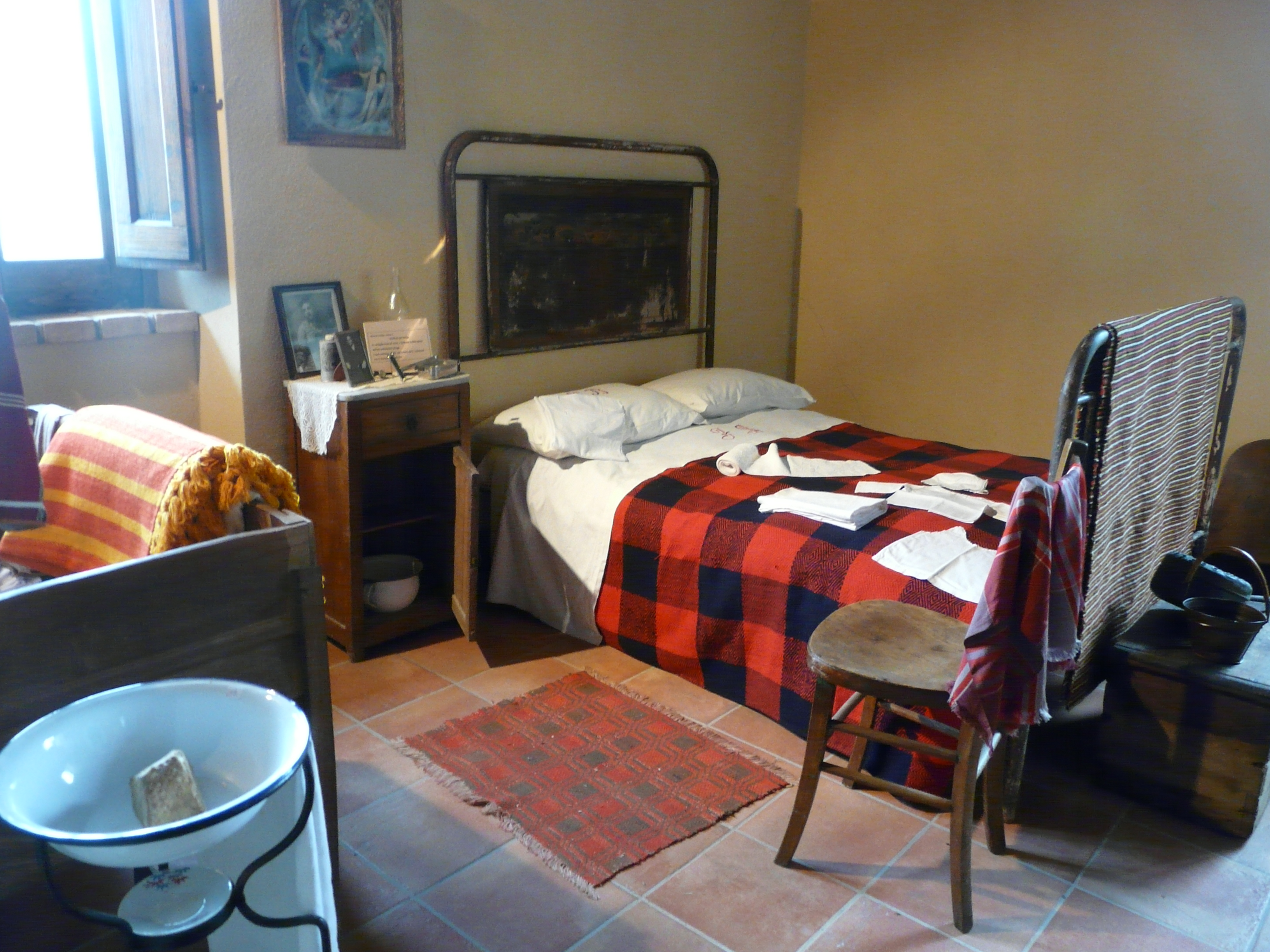
La ricostruzione della camera da letto.
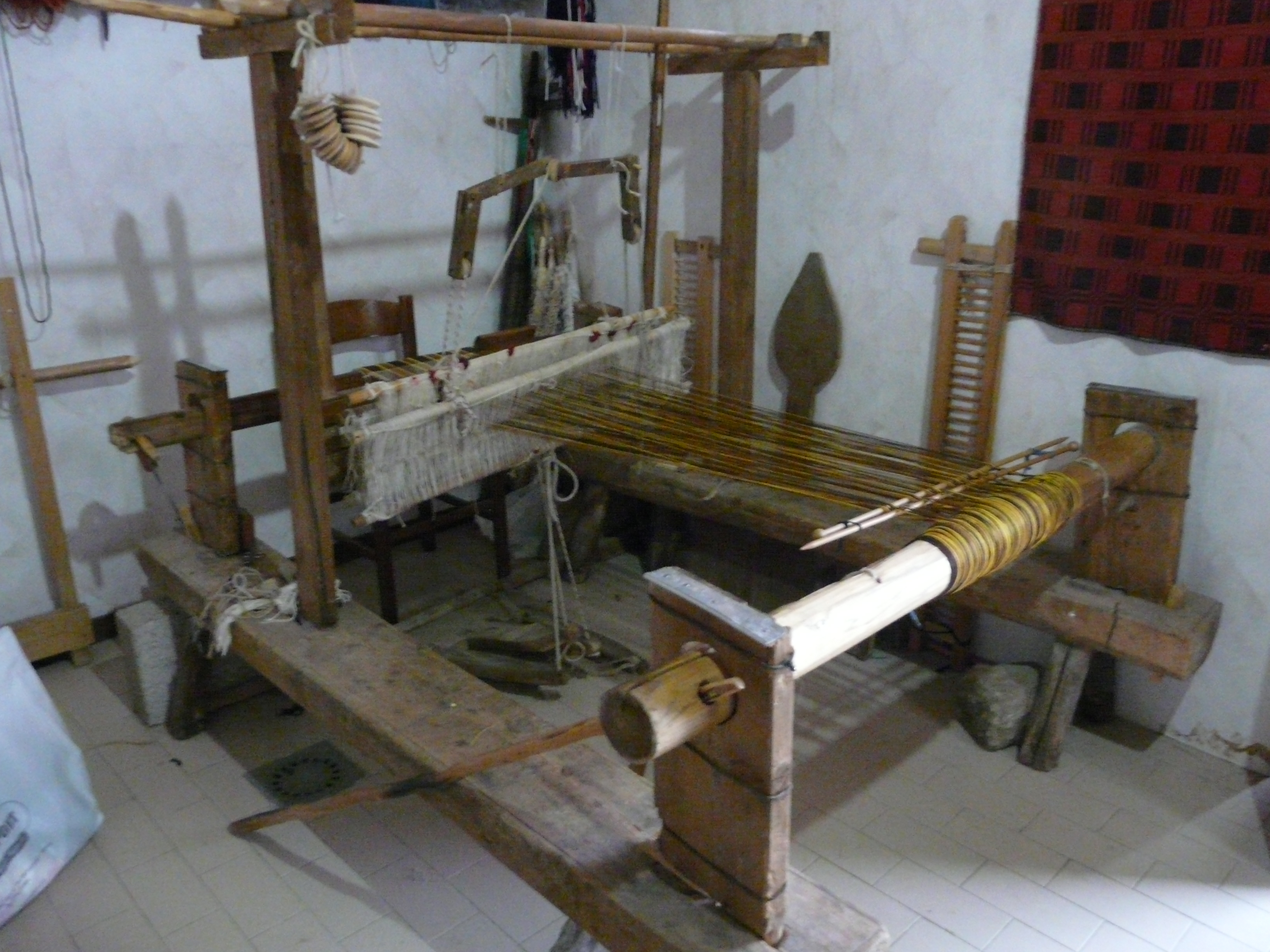
L'angolo della tessitura

### Le origini degli spaghetti all'amatriciana

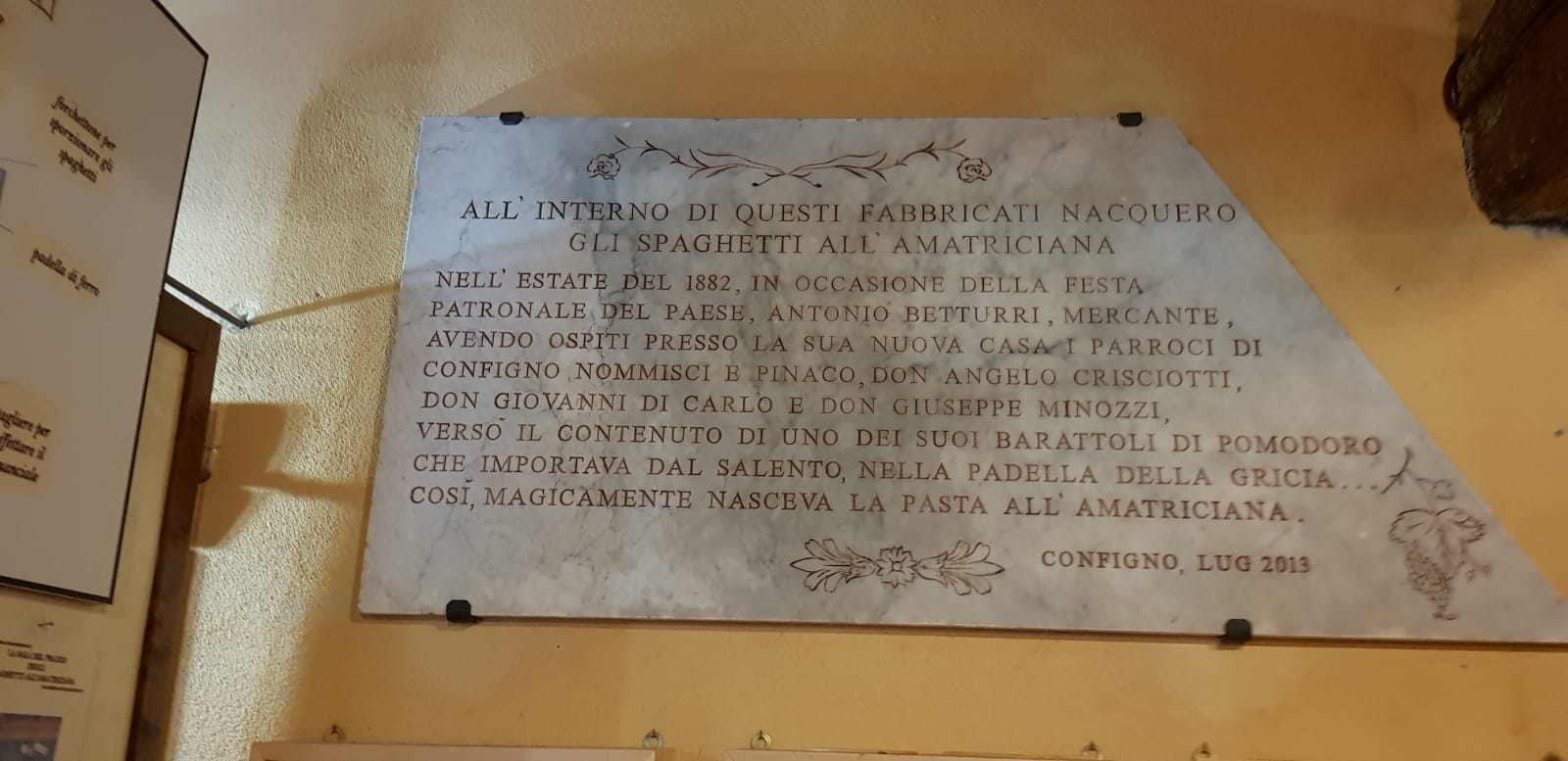
La targa sulle origini degli spaghetti all'amatriciana

Una parte rilevante del museo è dedicata alle origini degli spaghetti all'amatriciana, tradizionale piatto laziale derivato dalla gricia.
Secondo una leggenda popolare riportata dallo storico della gastronomia Secondino Freda, infatti, tali origini sono da cercarsi a Configno.
La leggenda sembra avvalorata dall'ipotesi che l'incontro tra la gricia e la salsa rossa fosse dovuto agli stretti rapporti tra Roma e Amatrice, dovuti ai numerosi osti e i trattori originari di Amatrice che lavoravano nella città eterna. Secondo questa ipotesi, il termine "Matriciano" venne a significare "locanda con cucina".
Una targa marmorea è collocata a ricordo della leggenda dell'invenzione dell'amatriciana.
In questa sezione museale sono esposti macchinari originali per la fabbricazione della pasta, utensili, pentolame e antichi arnesi per cucinare la famosa pietanza.